# Emile Mosseri
Emile Mosseri (11 agosto 1985) è un compositore e musicista statunitense, membro del gruppo indie rock The Dig. Ha composto anche colonne sonore per il cinema, ricevendo una candidatura ai premi Oscar 2021 per quella di Minari.

## Discografia

### Coi The Dig

#### Album
- 2010 – Electric Toys
- 2012 – Midnight Flowers
- 2017 – Bloodshot Tokyo

#### EP
- 2013 – Tired Hearts
- 2013 – You & I
- 2018 – Moonlight Baby
- 2018 – Afternoon with Caroline
- 2021 – Black Void

### Colonne sonore
- The Last Black Man in San Francisco, regia di Joe Talbot (2019)
- Kajillionaire - La truffa è di famiglia (Kajillionaire), regia di Miranda July (2020)
- Minari, regia di Lee Isaac Chung (2020)
- Homecoming – serie TV, 7 episodi (2020)
- Quando avrai finito di salvare il mondo (When You Finish Saving the World), regia di Jesse Eisenberg (2022)

## Riconoscimenti
- Premio Oscar
  - 2021 - Candidatura alla migliore colonna sonora per Minari